# Gilbert Grégoire
Pour les articles homonymes, voir Grégoire.
Gilbert Grégoire (1923-2019) est un syndicaliste français. Il a été responsable de diverses organisations professionnelles de producteurs de cinéma.

## Biographie
Né le 2 juillet 1923 à Nîmes, neveu du pianiste Adolphe Grégoire, Gilbert Joseph Camille Grégoire suit des études de droit à Aix-en-Provence puis Paris, à l'issue desquelles il soutient une thèse (mention économie politique) consacrée à l'exportation du cinéma français, en 1947. Il entre l'année suivante comme rédacteur à la Fédération nationale des distributeurs de films, où il gravit les échelons pour devenir secrétaire général (1950-1970), délégué général (1970-1997) et président adjoint (1974-1997). Il y travaille à mieux répartir les recettes des salles et à lutter contre la piraterie des films.
Il occupe également des responsabilités au niveau européen, étant secrétaire général (1972) puis président (1997) de la Fédération internationale des associations de distributeurs de films. Il promeut la codistribution à cette échelle et continue de défendre les droits d'auteur. Il fut Président du Comité consultatif de l'Observatoire européen de l'audiovisuel et proposa la création de la base de données LUMIERE sur la circulation des films en Europe.
Il occupe également le secrétariat général du Bureau de liaison des industries cinématographiques, qu'il transforme en « lieu de concertation et d'intervention », et où il porte les intérêts de la corporation.
Il quitte toutes ses responsabilités en 2007, à 80 ans passés. L'année suivante, il publie ses mémoires, Notre cher cinéma, revenant sur sa carrière de plus de cinquante ans.
Il meurt le 21 novembre 2019, à 93 ans, à La Grande-Motte.

## Ouvrages
- Le Livre blanc de la distribution des films en France, Vincennes, Rosay, 1975  (ISBN 978-2-296-05618-3).
- Notre cher cinéma (av.-propos Véronique Cayla), Paris, L'Harmattan, 2008  — il s'agit de ses mémoires en deux tomes :
  - I, Du parlant à la télédiffusion (1930-1975)  (ISBN 978-2-296-05618-3) ;
  - II, À la conquête du modèle français (1975-2006)  (ISBN 978-2-296-05619-0).

## Filmographie
- Francis Gendron et Alain Tyr (réal.), L'Affrontement : la production cinématographie : les producteurs (1944-1953), Montreuil, Label Vidéo, 2013 (BNF 43609904)  — Grégoire intervient comme témoin dans ce documentaire.